# Wereldkampioenschap superbike van Monza 1998
Het wereldkampioenschap superbike van Monza 1998 was de derde ronde van het wereldkampioenschap superbike en de tweede ronde van de wereldserie Supersport 1998. De races werden verreden op 10 mei 1998 op het Autodromo Nazionale Monza nabij Monza, Italië.
Het raceweekend werd overschaduwd door een zwaar ongeluk van de Belg Michaël Paquay in de Supersport-klasse. Paquay kwam in de vrije trainingen in aanraking met Antonio Calasso en kwam hierbij ten val. Vervolgens reden Sébastien Charpentier en Ferdinando Di Maso tegen hem aan. Een paar uur later overleed hij in het ziekenhuis op 26-jarige leeftijd aan zijn verwondingen.

## Superbike

### Race 1
| Pos | Nr  | Rijder               | Constructeur | Rondes | Tijd         | Grid | Punten |
| --- | --- | -------------------- | ------------ | ------ | ------------ | ---- | ------ |
| 1   | 45  | Colin Edwards        | Honda        | 18     | 32:24.648    | 3    | 25     |
| 2   | 111 | Aaron Slight         | Honda        | 18     | +0.083       | 1    | 20     |
| 3   | 11  | Troy Corser          | Ducati       | 18     | +5.634       | 2    | 16     |
| 4   | 5   | Neil Hodgson         | Kawasaki     | 18     | +6.096       | 7    | 13     |
| 5   | 7   | Pierfrancesco Chili  | Ducati       | 18     | +6.147       | 5    | 11     |
| 6   | 2   | Carl Fogarty         | Ducati       | 18     | +6.237       | 4    | 10     |
| 7   | 6   | Peter Goddard        | Suzuki       | 18     | +20.281      | 16   | 9      |
| 8   | 8   | James Whitham        | Suzuki       | 18     | +24.424      | 8    | 8      |
| 9   | 41  | Noriyuki Haga        | Yamaha       | 18     | +29.318      | 15   | 7      |
| 10  | 35  | Gregorio Lavilla     | Ducati       | 18     | +29.538      | 9    | 6      |
| 11  | 48  | Andreas Meklau       | Ducati       | 18     | +29.651      | 12   | 5      |
| 12  | 39  | Alessandro Gramigni  | Ducati       | 18     | +40.880      | 14   | 4      |
| 13  | 15  | Igor Jerman          | Kawasaki     | 18     | +1:03.283    | 13   | 3      |
| 14  | 19  | Lucio Pedercini      | Ducati       | 18     | +1:12.562    | 17   | 2      |
| 15  | 57  | Erkka Korpiaho       | Kawasaki     | 18     | +1:15.038    | 19   | 1      |
| 16  | 27  | Frédéric Protat      | Honda        | 18     | +1:33.983    | 18   |        |
| 17  | 49  | Paolo Blora          | Ducati       | 18     | +1:39.086    | 20   |        |
| 18  | 54  | Giorgio Cantalupo    | Ducati       | 17     | +1 ronde     | 22   |        |
| 19  | 21  | Jean-Marc Delétang   | Yamaha       | 17     | +1 ronde     | 21   |        |
| 20  | 50  | Jiří Mrkývka         | Honda        | 17     | +1 ronde     | 23   |        |
| DNF | 53  | Vladimír Karban      | Suzuki       | 16     | Uitgevallen  | 30   |        |
| DNF | 44  | Scott Russell        | Yamaha       | 10     | Uitgevallen  | 11   |        |
| DNF | 55  | Michal Bursa         | Kawasaki     | 10     | Uitgevallen  | 26   |        |
| DNF | 47  | Giovanni Valtulini   | Yamaha       | 7      | Uitgevallen  | 31   |        |
| DNF | 9   | Piergiorgio Bontempi | Kawasaki     | 4      | Uitgevallen  | 10   |        |
| DNF | 4   | Akira Yanagawa       | Kawasaki     | 3      | Uitgevallen  | 6    |        |
| DNF | 58  | Fausto Pojer         | Ducati       | 3      | Uitgevallen  | 27   |        |
| DNF | 56  | Jesus Rodriguez      | Ducati       | 2      | Uitgevallen  | 32   |        |
| DNF | 46  | Bruno Scatola        | Kawasaki     | 1      | Uitgevallen  | 28   |        |
| DNF | 52  | Paolo Malvini        | Ducati       | 1      | Uitgevallen  | 29   |        |
| DNS | 10  | Andrew Stroud        | Kawasaki     | 0      | Niet gestart | 24   |        |
| DNS | 59  | Ivo Arnoldi          | Ducati       | 0      | Niet gestart | 25   |        |

### Race 2
| Pos | Nr  | Rijder               | Constructeur | Rondes | Tijd         | Grid | Punten |
| --- | --- | -------------------- | ------------ | ------ | ------------ | ---- | ------ |
| 1   | 45  | Colin Edwards        | Honda        | 18     | 32:29.458    | 3    | 25     |
| 2   | 2   | Carl Fogarty         | Ducati       | 18     | +2.697       | 4    | 20     |
| 3   | 7   | Pierfrancesco Chili  | Ducati       | 18     | +4.295       | 5    | 16     |
| 4   | 11  | Troy Corser          | Ducati       | 18     | +10.641      | 2    | 13     |
| 5   | 8   | James Whitham        | Suzuki       | 18     | +18.439      | 8    | 11     |
| 6   | 4   | Akira Yanagawa       | Kawasaki     | 18     | +18.464      | 6    | 10     |
| 7   | 5   | Neil Hodgson         | Kawasaki     | 18     | +25.502      | 7    | 9      |
| 8   | 6   | Peter Goddard        | Suzuki       | 18     | +25.610      | 16   | 8      |
| 9   | 48  | Andreas Meklau       | Ducati       | 18     | +28.125      | 12   | 7      |
| 10  | 41  | Noriyuki Haga        | Yamaha       | 18     | +28.134      | 15   | 6      |
| 11  | 9   | Piergiorgio Bontempi | Kawasaki     | 18     | +36.917      | 10   | 5      |
| 12  | 15  | Igor Jerman          | Kawasaki     | 18     | +53.692      | 13   | 4      |
| 13  | 39  | Alessandro Gramigni  | Ducati       | 18     | +53.864      | 14   | 3      |
| 14  | 19  | Lucio Pedercini      | Ducati       | 18     | +1:12.800    | 17   | 2      |
| 15  | 57  | Erkka Korpiaho       | Kawasaki     | 18     | +1:13.704    | 19   | 1      |
| 16  | 27  | Frédéric Protat      | Honda        | 18     | +1:25.283    | 18   |        |
| 17  | 49  | Paolo Blora          | Ducati       | 18     | +1:35.117    | 20   |        |
| 18  | 54  | Giorgio Cantalupo    | Ducati       | 18     | +1:40.709    | 22   |        |
| 19  | 21  | Jean-Marc Delétang   | Yamaha       | 18     | +1:46.113    | 21   |        |
| 20  | 52  | Paolo Malvini        | Ducati       | 17     | +1 ronde     | 29   |        |
| 21  | 53  | Vladimír Karban      | Suzuki       | 17     | +1 ronde     | 30   |        |
| DNF | 111 | Aaron Slight         | Honda        | 17     | Uitgevallen  | 1    |        |
| DNF | 35  | Gregorio Lavilla     | Ducati       | 13     | Uitgevallen  | 9    |        |
| DNF | 50  | Jiří Mrkývka         | Honda        | 13     | Uitgevallen  | 23   |        |
| DNF | 47  | Giovanni Valtulini   | Yamaha       | 7      | Uitgevallen  | 31   |        |
| DNF | 44  | Scott Russell        | Yamaha       | 0      | Uitgevallen  | 11   |        |
| DNF | 46  | Bruno Scatola        | Kawasaki     | 0      | Uitgevallen  | 28   |        |
| DNF | 56  | Jesus Rodriguez      | Ducati       | 0      | Uitgevallen  | 32   |        |
| DNS | 10  | Andrew Stroud        | Kawasaki     | 0      | Niet gestart | 24   |        |
| DNS | 59  | Ivo Arnoldi          | Ducati       | 0      | Niet gestart | 25   |        |
| DNS | 55  | Michal Bursa         | Kawasaki     | 0      | Niet gestart | 26   |        |
| DNS | 58  | Fausto Pojer         | Ducati       | 0      | Niet gestart | 27   |        |

## Supersport
| Pos | Nr | Rijder               | Constructeur | Rondes | Tijd                | Grid | Punten |
| --- | -- | -------------------- | ------------ | ------ | ------------------- | ---- | ------ |
| 1   | 8  | Fabrizio Pirovano    | Suzuki       | 16     | 30:33.406           | 7    | 25     |
| 2   | 18 | Cristiano Migliorati | Ducati       | 16     | +0.524              | 1    | 20     |
| 3   | 2  | Vittoriano Guareschi | Yamaha       | 16     | +0.610              | 3    | 16     |
| 4   | 5  | Massimo Meregalli    | Yamaha       | 16     | +0.674              | 2    | 13     |
| 5   | 9  | Wilco Zeelenberg     | Yamaha       | 16     | +1.037              | 9    | 11     |
| 6   | 1  | Paolo Casoli         | Ducati       | 16     | +12.439             | 6    | 10     |
| 7   | 17 | Pere Riba            | Ducati       | 16     | +23.195             | 8    | 9      |
| 8   | 64 | Eric Gomez           | Suzuki       | 16     | +27.422             | 12   | 8      |
| 9   | 34 | Giuseppe Fiorillo    | Suzuki       | 16     | +27.779             | 18   | 7      |
| 10  | 15 | Jean-Philippe Ruggia | Bimota       | 16     | +28.861             | 10   | 6      |
| 11  | 27 | Camillo Mariottini   | Bimota       | 16     | +38.156             | 16   | 5      |
| 12  | 66 | Harald Steinbauer    | Kawasaki     | 16     | +38.347             | 19   | 4      |
| 13  | 61 | Francesco Monaco     | Ducati       | 16     | +38.884             | 24   | 3      |
| 14  | 25 | Christophe Cogan     | Yamaha       | 16     | +38.957             | 21   | 2      |
| 15  | 33 | Robert Ulm           | Yamaha       | 16     | +45.004             | 13   | 1      |
| 16  | 35 | Mauro Lucchiari      | Ducati       | 16     | +49.100             | 17   |        |
| 17  | 56 | Thomas Körner        | Kawasaki     | 16     | +49.186             | 15   |        |
| 18  | 26 | Marc Fissette        | Yamaha       | 16     | +1:01.904           | 38   |        |
| 19  | 62 | Matteo Colombo       | Ducati       | 16     | +1:02.103           | 37   |        |
| DNF | 63 | Roberto Panichi      | Honda        | 15     | Uitgevallen         | 28   |        |
| DNF | 11 | Giovanni Bussei      | Suzuki       | 14     | Uitgevallen         | 31   |        |
| DNF | 54 | Michele Gallina      | Ducati       | 10     | Uitgevallen         | 29   |        |
| DNF | 4  | Stéphane Chambon     | Suzuki       | 8      | Uitgevallen         | 4    |        |
| DNF | 3  | Yves Briguet         | Ducati       | 8      | Uitgevallen         | 5    |        |
| DNF | 24 | Bernard Garcia       | Ducati       | 6      | Uitgevallen         | 14   |        |
| DNF | 21 | Roberto Teneggi      | Ducati       | 6      | Uitgevallen         | 20   |        |
| DNF | 57 | Angelo Conti         | Suzuki       | 2      | Uitgevallen         | 26   |        |
| DNF | 19 | Walter Tortoroglio   | Suzuki       | 0      | Uitgevallen         | 22   |        |
| DNF | 22 | Stefan Nebel         | Kawasaki     | 0      | Uitgevallen         | 25   |        |
| DNF | 14 | Marco Risitano       | Kawasaki     | 0      | Uitgevallen         | 30   |        |
| DNF | 6  | Mario Innamorati     | Kawasaki     | 0      | Uitgevallen         | 32   |        |
| DNF | 59 | Franco Brugnara      | Suzuki       | 0      | Uitgevallen         | 33   |        |
| DNF | 20 | Werner Daemen        | Kawasaki     | 0      | Uitgevallen         | 34   |        |
| DNF | 58 | Antonio Calasso      | Honda        | 0      | Uitgevallen         | 35   |        |
| DNS | 37 | Serafino Foti        | Bimota       | 0      | Niet gestart        | 11   |        |
| DNS | 23 | Marc Garcia          | Ducati       | 0      | Niet gestart        | 27   |        |
| DNS | 52 | James Toseland       | Honda        | 0      | Niet gestart        |      |        |
| DNS | 41 | Michaël Paquay       | Honda        | 0      | Dodelijk ongeluk    |      |        |
| DNQ | 7  | Ferdinando Di Maso   | Ducati       | 0      | Niet gekwalificeerd |      |        |
| DNQ | 12 | Albert Aerts         | Yamaha       | 0      | Niet gekwalificeerd |      |        |
| DNQ | 10 | Thomas Hinterreiter  | Kawasaki     | 0      | Niet gekwalificeerd |      |        |
| DNQ | 96 | Claude-Alain Jäggi   | Ducati       | 0      | Niet gekwalificeerd |      |        |
| DNQ | 65 | Stéphane Coutelle    | Suzuki       | 0      | Niet gekwalificeerd |      |        |

## Tussenstanden na wedstrijd

### Superbike
| Pos | Nr  | Rijder        | Team   | Punten |
| --- | --- | ------------- | ------ | ------ |
| 1   | 41  | Noriyuki Haga | Yamaha | 104    |
| 2   | 11  | Troy Corser   | Ducati | 99     |
| 3   | 2   | Carl Fogarty  | Ducati | 96     |
| 4   | 45  | Colin Edwards | Honda  | 87     |
| 5   | 111 | Aaron Slight  | Honda  | 73     |

### Supersport
| Pos | Nr | Rijder               | Team   | Punten |
| --- | -- | -------------------- | ------ | ------ |
| 1   | 8  | Fabrizio Pirovano    | Suzuki | 35     |
| 2   | 1  | Paolo Casoli         | Ducati | 35     |
| 3   | 2  | Vittoriano Guareschi | Yamaha | 29     |
| 4   | 5  | Massimo Meregalli    | Yamaha | 29     |
| 5   | 18 | Cristiano Migliorati | Ducati | 20     |

1990 · 1992 · 1993 · 1995 · 1996 · 1997 · 1998 · 1999 · 2000 · 2001 · 2002 · 2003 · 2004 · 2005 · 2006 · 2007 · 2008 · 2009 · 2010 · 2011 · 2012 · 2013